# Meilenstein (Reesen)
Beim Meilenstein von Reesen handelt es sich um einen unter Denkmalschutz stehenden preußischen Ganzmeilenobelisken. Er ist im örtlichen Denkmalverzeichnis unter der Erfassungsnummer 094 05647 als Kleindenkmal verzeichnet.
Der Meilenstein befindet sich an der Bundesstraße 1 zwischen der Ortschaft Reesen und der Stadt Burg. Er wird zum Teil von der Leitplanke verdeckt. Der Meilenstein ist 30 Kilometer von Magdeburg entfernt.